# Jan Hulewicz (zm. 1690)
Jan Hulewicz herbu Nowina (zm. 11 stycznia 1690 roku) – pisarz łucki w latach 1666-1689, poborca powiatu łuckiego w 1667 roku, podstarości grodzki krzemieniecki.
Poseł sejmiku wołyńskiego na sejm koronacyjny 1676 roku.